# Генерал-фельдмаршал

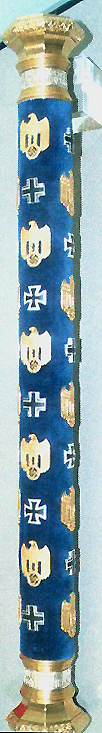
Жезл генерал-фельдмаршала нацистської Німеччини

Генера́л-фельдма́ршал — вище військове звання в сухопутних військах німецької, австрійської і російської армій. Вперше запроваджено в Німеччині в XVI столітті.
У Росії запровадили в 1699 році за Петра I. Усього в Російській імперії звання генерал-фельдмаршала було присвоєне 64 рази; серед удостоєних Б. П. Шереметєв, О. Д. Меншиков, П. С. Салтиков, П. О. Рум'янцев, О. В. Суворов, М. І. Кутузов, П. М. Волконський, Й. В. Гурко, Д. О. Мілютін та інші.
У Великій Британії та Австрії — фельдмаршала.
У Франції йому відповідало військове звання маршала (головного маршала).